# Cratyna gemina
Cratyna gemina är en tvåvingeart som beskrevs av Werner Mohrig och Boris Mamaev 1980. Cratyna gemina ingår i släktet Cratyna och familjen sorgmyggor. Inga underarter finns listade i Catalogue of Life.